# Juan Carlos Corazzo
Juan Carlos Corazzo (Montevideo, 14 de diciembre de 1907 - 12 de enero de 1986) fue un jugador y entrenador de fútbol uruguayo. Fue el abuelo materno de Diego Forlán y el suegro de Pablo Forlán, también futbolistas. Era conocido como «Nino» Corazzo.

## Trayectoria

### Como jugador
Se desempeñó como centrocampista, debutando en 1925 en Sud América, llegando a unirse a la selección de Uruguay en dos partidos, ambos en 1928. En 1931 se convierte en jugador del Racing Club, donde apenas disputó un partido (ante Atlanta por la fecha 10 del Campeonato de 1931). A los pocos meses y sin tener continuidad en la "Academia" pasa a las filas del rival eterno; Independiente, donde permaneció hasta 1937, año en que terminó su carrera después de 191 partidos en el Rojo de Avellaneda, siendo uno de los mayores ídolos del club a pesar de la falta de títulos.

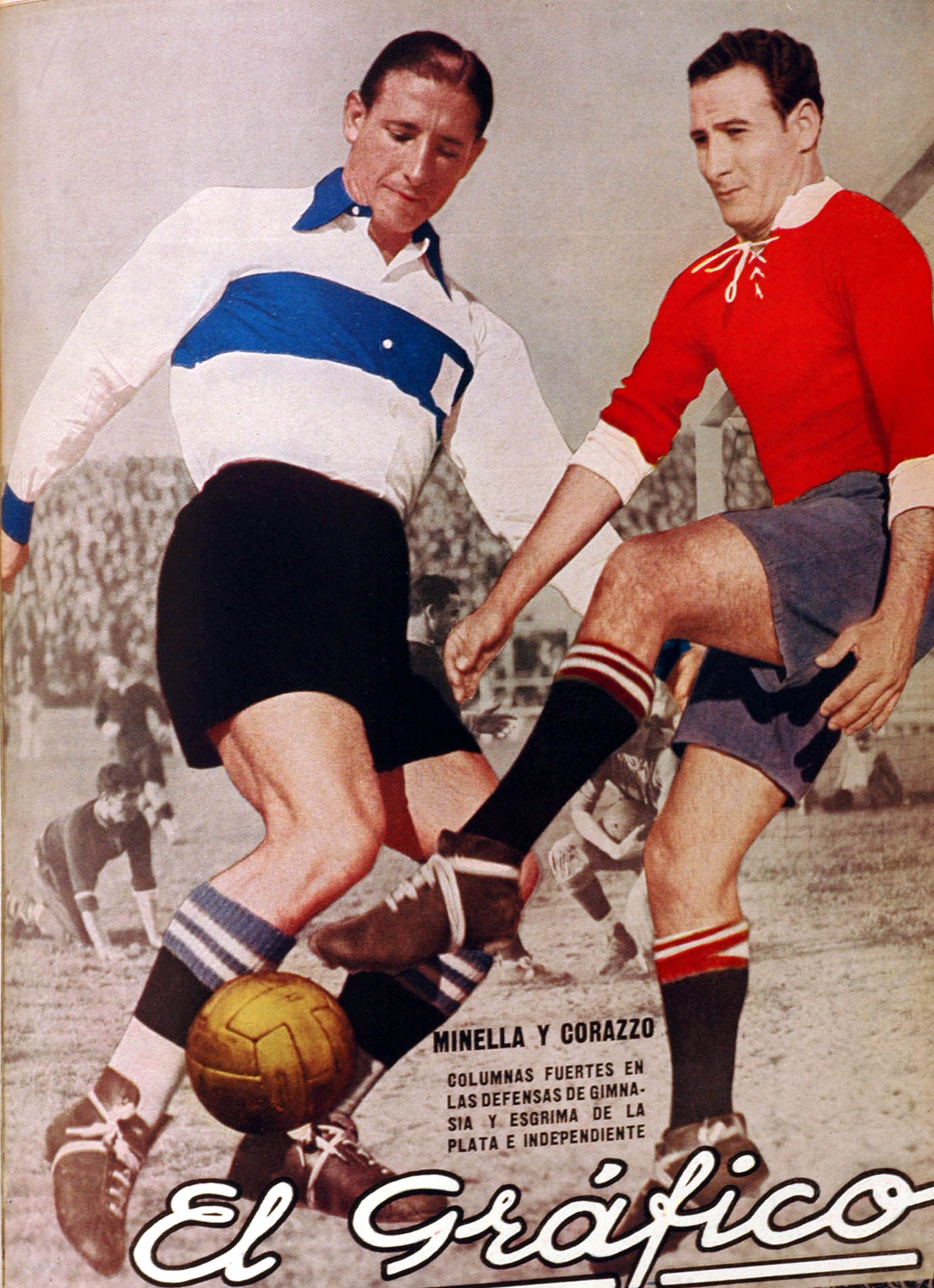
Minella (Gimnasia LP) y Corazzo (Independiente) en 1933.

### Como entrenador
Dirigió a la selección de fútbol de Uruguay en cuatro ocasiones, obteniendo dos Copas América (Antes Campeonato Sudamericano) en 1959 y en 1967. También dirigió a la Celeste en el Mundial de Chile en 1962.